# Kazwin
Kazwin (perski: قزوین, Qazvīn) – miasto w północnym Iranie, w ostanie Kazwin, u podnóża gór Elburs. Około 370 tys. mieszkańców w 2003 r. Stolica ostanu o tej samej nazwie.
W mieście urodziła się Shirin Neshat, irańska artystka video artu, reżyserka, scenarzystka i producentka filmowa, mieszkająca w Nowym Jorku.

## Historia
Założone w ok. 250 r. przez Szapura I. 25 września 1561 roku zginął tu syn sułtana Sulejmana i jego prawowitej żony, Hürrem, książę Bayezid. Został oskarżony o spiskowanie z szachem Persji i stracony na rozkaz ojca. W latach 1555–1598 stolica safawidzkiej Persji.

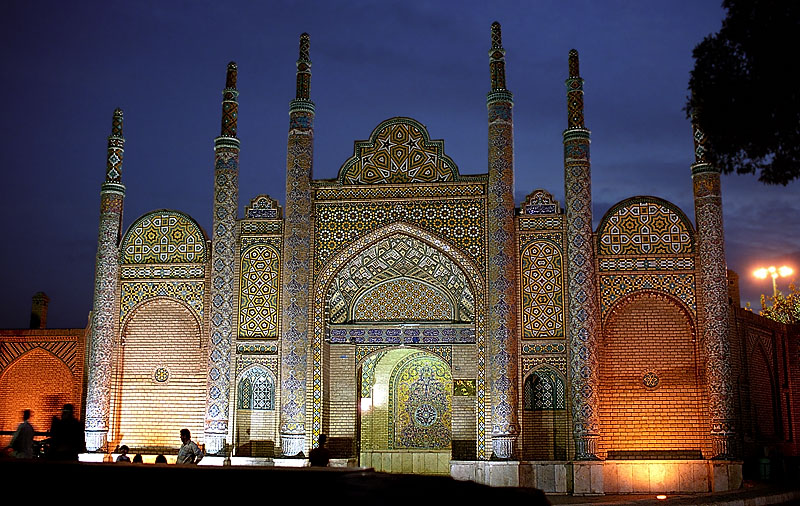
Brama do Imamzadeh-ye Hossein

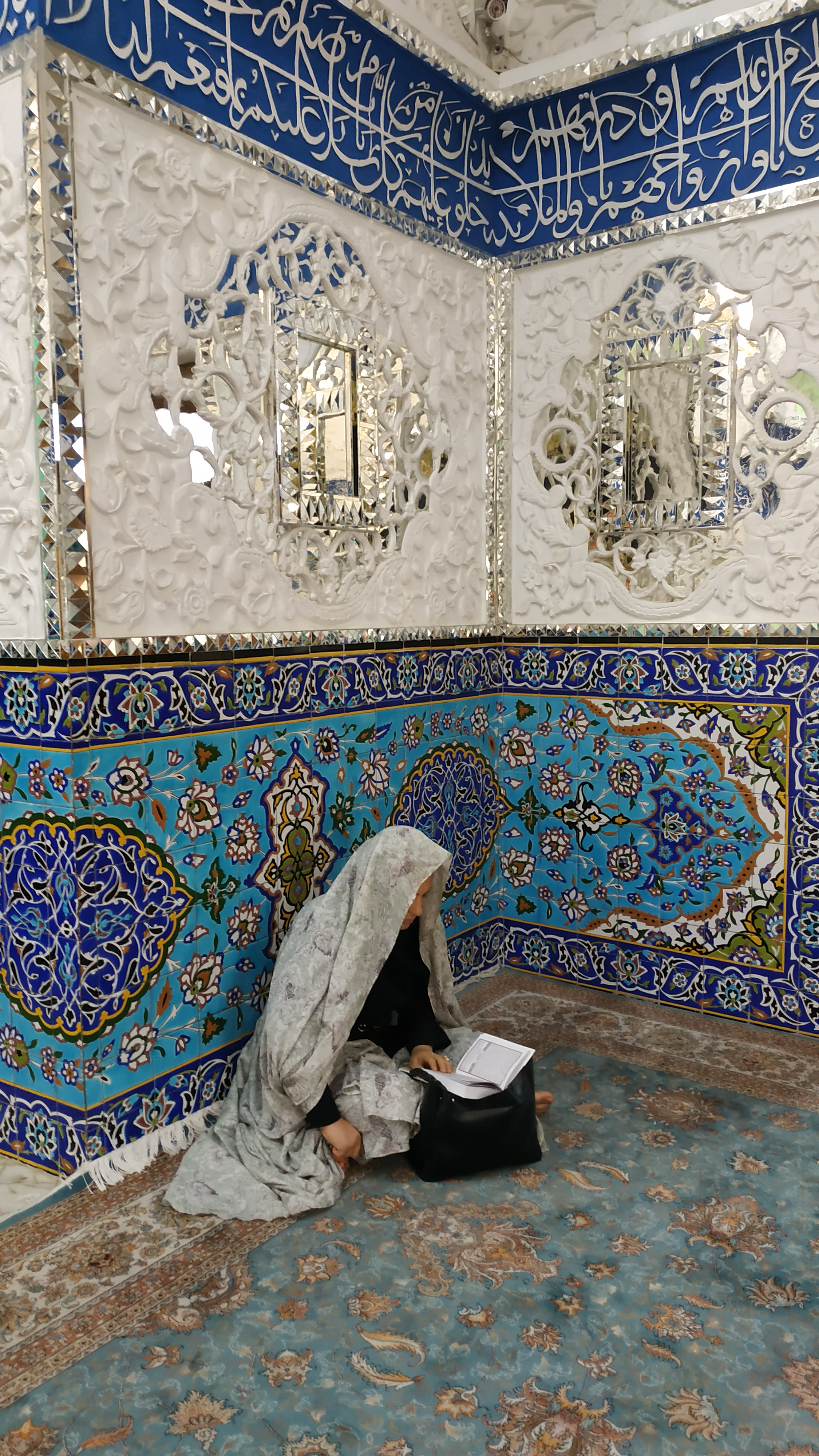
Kazwin.